# Nebiismo

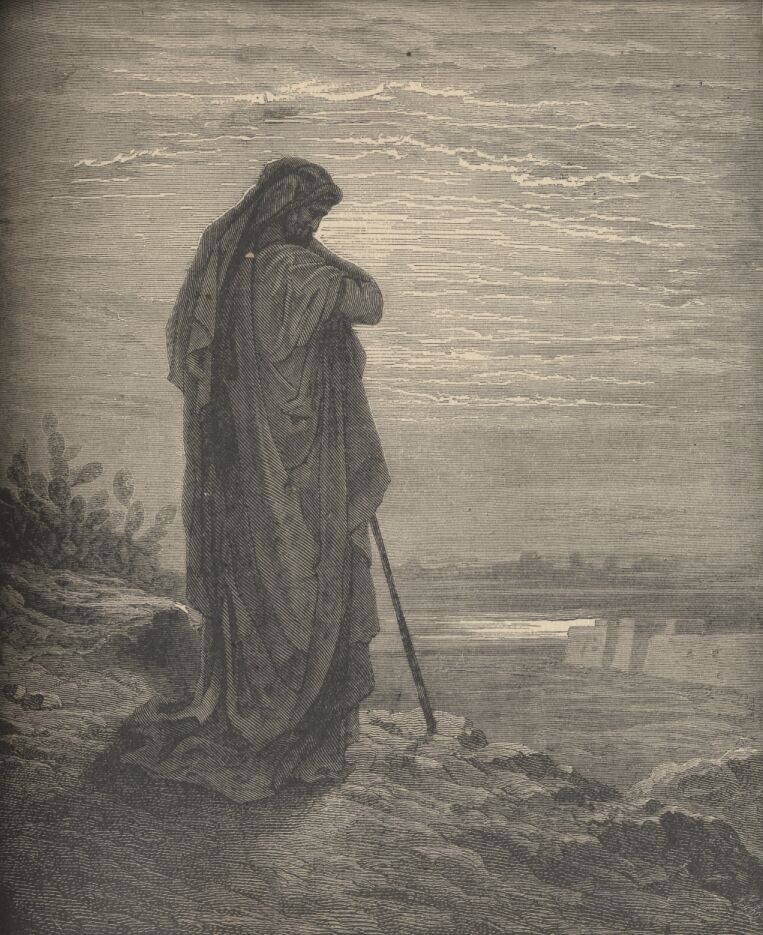
El profeta Amós, según un grabado de Gustave Doré.

El nebiismo fue un movimiento religioso dentro del judaísmo formado por los Nevi'im (en hebreo נְבִיאִים) también llamados «hijos o discípulos de los profetas» (benê hannebî'îm). Se trata de un grupo social especial dentro del pueblo israelita que aparece por primera vez en el libro de Samuel. Su existencia y características han sido objeto de controversia en el estudio bíblico, única fuente disponible para conocer sus características. Conformaban comunidades asimilables a primitivas formas de vida religiosa, o a grupos extáticos al estilo de las culturas de la época, pero se trata de un fenómeno muy particular de la religiosidad yahvista palestina.

## Origen

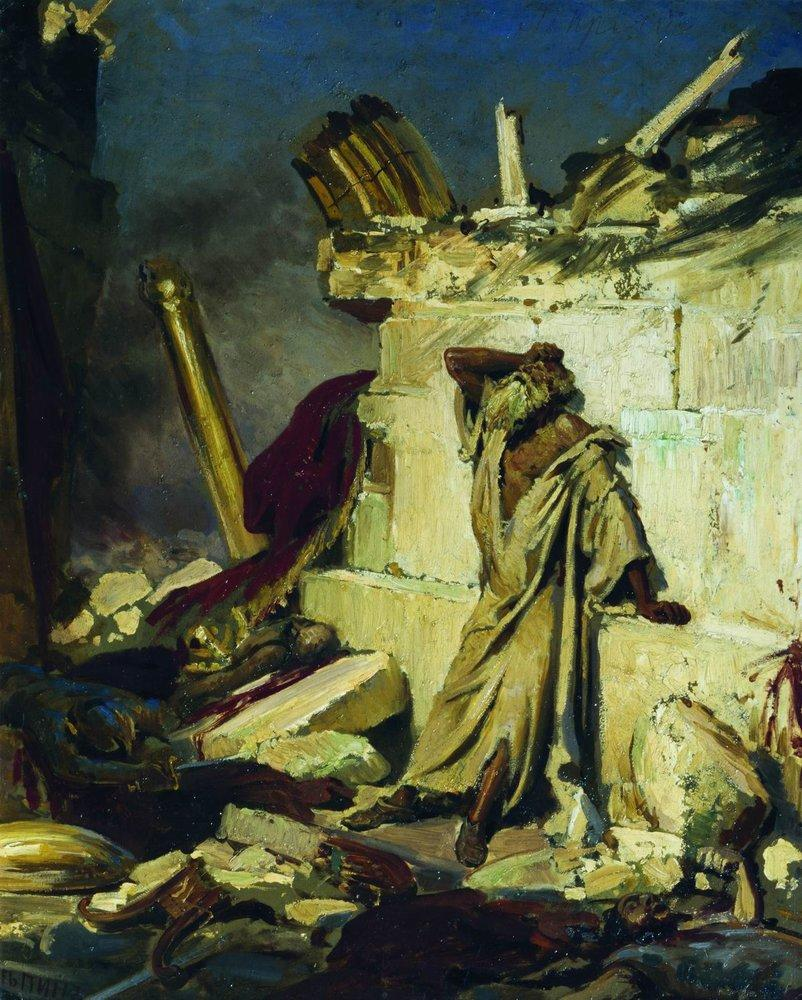
Los neb'í fueron en su inicio un movimiento ascético y crítico de la monarquía israelita. En la imagen, Jeremías ante las ruinas de Jerusalén, de Iliá Yefímovich Repin, (1870).

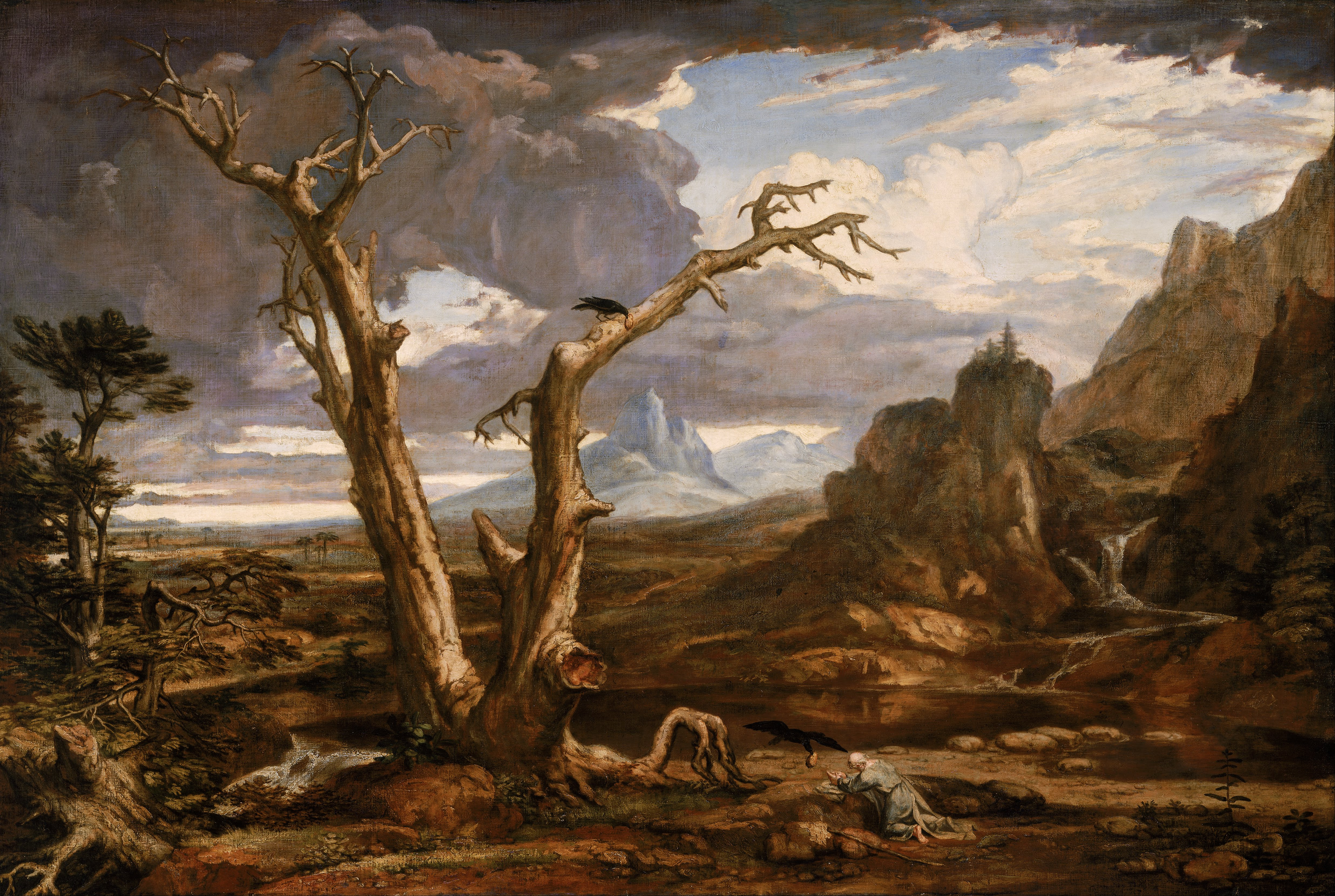
Elías retirado en el desierto, de Washington Allston (1818). El recuerdo de la experiencia del desierto es una constante en la teología israelita, especialmente en la literatura profética.

Las causas que motivaron su nacimiento, de acuerdo con los textos bíblicos, fueron la escasez de revelaciones proféticas, el atractivo de los cultos cananeos y la pasividad de los sacerdotes israelitas.
Esas causas indujeron a determinados fieles yahvistas, pertenecientes a bajos estratos sociales, casi marginados, a agruparse en torno a un personaje considerado como «padre», con el que se reunían, al menos en ocasiones.

## Características
Forman comunidades independientes y ambulantes, como respuesta a un carisma colectivo, sin que ello impida que algunos profetas sean «llamados» personalmente, como Abdías de Silo, Miqueas ben Yimlá y Eliseo. 
Todos están hermanados en la pobreza, comparten el propio trabajo y se nutren de productos silvestres y, sobre todo, de la caridad pública como medios de subsistencia. Parece que la mayoría de ellos tenían familia, pero habría algunos célibes.
En los relatos se suelen establecer en lugares en el sur del Reino del Norte, quizás guardando una estrecha relación con santuarios locales: Ramá, Betel, Jericó y el Monte Carmelo, en los que actúan como auxiliares del culto. 
Mostraban un gran entusiasmo religioso mediante danzas y música. Estas prácticas han de explicarse por el carácter de su carisma, modelado en los ritos cultuales de la época.

## Evolución posterior
Con motivo del cisma durante el sincretismo del reinado de Ajab, algunas comunidades se dividieron en seguidores de Baal, «profetas de Baal», protegidos por la corona pero exterminados por mandato divino y gremios fieles a Yahvé, amenazados a pagar su fidelidad con la persecución y la muerte.
Tras un renacimiento bajo la guía de Eliseo, se produce su declive, llevados por una vida lánguida. Son duramente criticados por perseguir sus propios intereses y no ya los de Dios y merecieron el reproche de los grandes profetas de Israel.

## Religiosidad

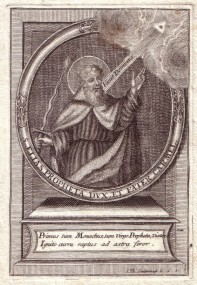
El profeta Elías, líder del movimiento nebiista y prototipo del profeta judío.

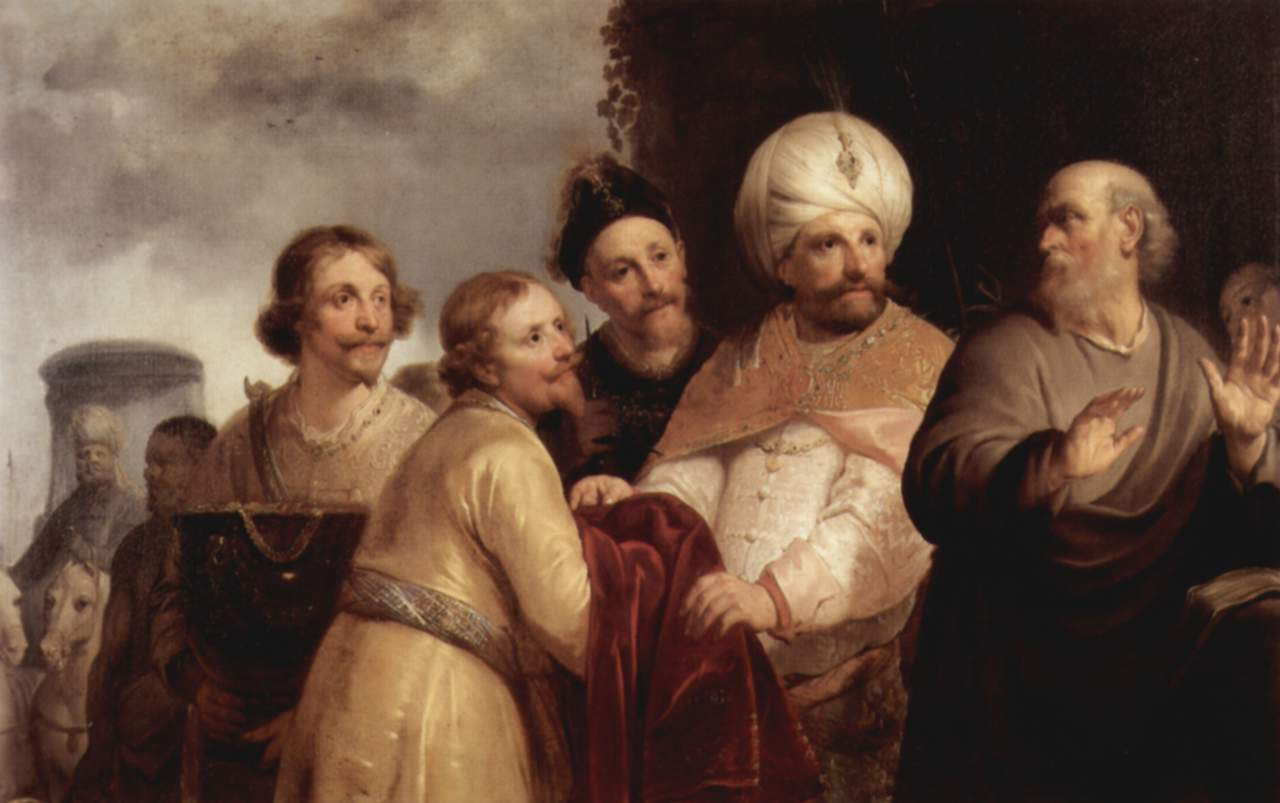
Eliseo, líder de los hijos de los profetas, demuestra su pobreza rechazando los regalos de Naaman en sirio, en un cuadro de Pieter Fransz. de Grebber (1637).

Los exégetas clasifican este fenómeno como típicamente religioso por su celo, itinerancia y pobreza extrema, la aparición del grupo en momentos críticos para la vivencia de la fe yahvista y el enfrentamiento con los profetas de Baal. También tienen una clara dimensión social, dada su intervención en la caída de la dinastía ómrida y el ascenso de la casa de Jehú.
Las características fundamentales de su religiosidad son:
1. El éxtasis de grupo: especialmente esencial en el primer movimiento profético. Su origen podría ser el culto, como indican sus lugares de residencia y, quizás, la influencia de los profetas de Baal. La danza y el canto sagrados son imprescindibles en la liturgia judía desde antiguo y continúa en muchas tradiciones religiosas, desde los derviches hasta los bailes del hassidismo. El éxtasis místico capacita para dar informaciones en nombre de Yahvé, de ahí el nombre neb'i, hombre en el que reside la palabra de Dios.
2. Lucha contra la religión cananea: el auténtico motivo de la unión de los grupos proféticos es enfrentarse fanáticamente a las influencias cananeas, aunque también se conjugase la situación política y social. En los tiempos de fuerte opresión política, se suelen radicalizar los sentimientos religiosos que piden una vuelta a la tradición más pura.
3. Anuncio y obediencia a la voluntad de Yahvé: en un pueblo como Israel, con una conciencia tan viva de la cercanía de Dios y de su acción directa, se atribuyen a Yahvé las acciones milagrosas de los maestros profetas (como Eliseo) y los consejos extraídos del éxtasis. El profeta nunca se atribuye el poder, sino que ora para conseguirlo, es una herramienta, un mediador y un mensajero de Dios.
4. Equilibrio entre el desierto y el pueblo: en el ciclo de Elías hay frecuentes referencias a la vuelta al ideal nómada y desértico de Israel, y los profetas se retiran con frecuencia al Monte Horeb o al Carmelo. Eliseo, por su parte, inaugura una nueva época más cercana al pueblo y a los lugares de culto. Participan de las preocupaciones cotidianas de la sociedad y tienen una función de responsabilidad como portavoces de la palabra de Yahvé. Comienza a unirse e influirse la profecía y la historia, prefigurando a los grandes profetas del siglo VIII a. C.
5. Independencia frente los bienes: la vida externa del neb'i es también una protesta, por la forma de vestir, la piel peluda y el cinturón de cuero, por la itinerancia y su «escape» de los intereses del mundo: se colocan equidistantes del poder político y del cultual, aunque reconocen al rey, los templos y los sacerdotes como realidades sagradas.
Lo que pretendían era que Israel volviera a su propia fe, con radicalidad excluyente. Su conducta y entusiasmo religioso son una afirmación de Dios, de Yahvé como Dios único de Israel. De hecho, en unión con los líderes proféticos, son los protagonistas de la vida religiosa de Israel en la difícil crisis que supuso el tránsito a la monarquía y el cisma de los reinos. 

Con sus arrebatos de fanatismo, proclaman que éste es el pueblo de Yahvé y que Yahvé está presente en medio de su pueblo. Por su misma naturaleza, son un testimonio elocuente, férvido de yahvismo.

El biblista Gerhard von Rad capta así el alma de las comunidades proféticas: 

Quizá no nos equivoquemos si consideramos a esas confraternidades de profetas como los últimos portadores de una fe en Yahvé, pura y sin mezclas, ni tampoco nos equivoquemos, si estimamos en alto grado su importancia en orden a la pervivencia de· la fe en Yahvé, y en especial para el sello característico que tendrá en adelante. En último término, éste es el punto del que partió aquella inaudita radicalización de la fe yahvista y del derecho divino que nos encontramos en los profetas más tardíos.

## Declive

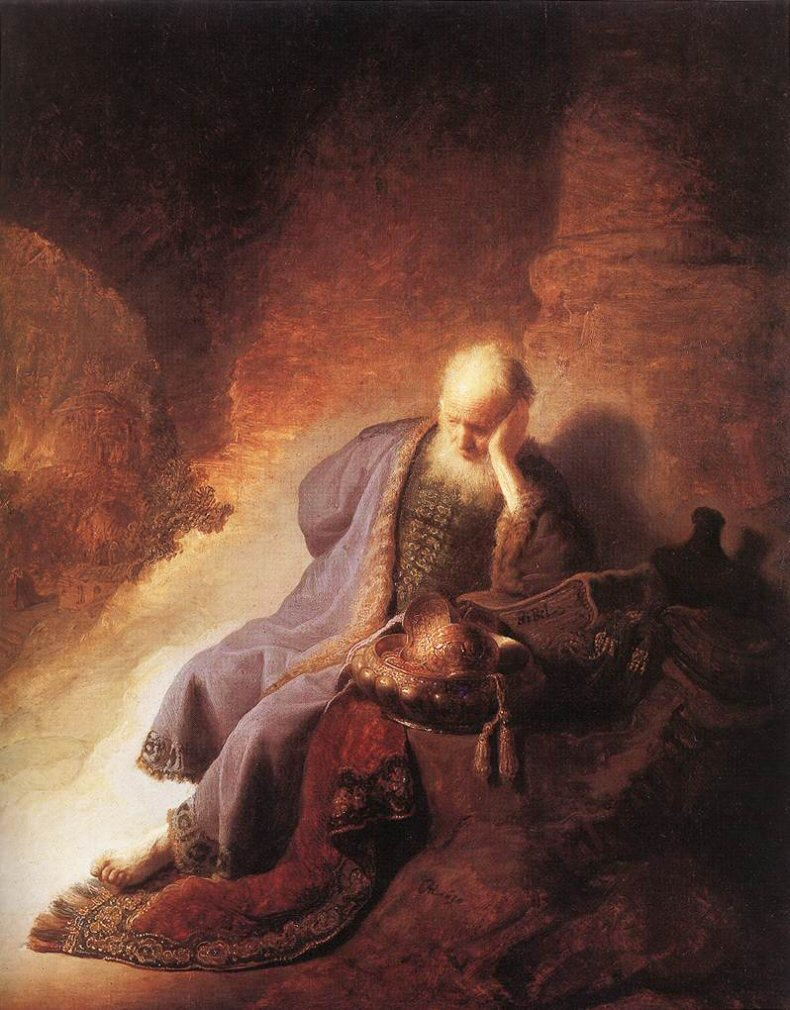
Jeremías, que fue uno de los profetas mayores más críticos con los neb'í, se lamenta ante la devastación de Jerusalén en un cuadro de Rembrandt (1630).

Con el rey David, comunidades de profetas se establecieron en Jerusalén, dando lugar a una especie de institución con finalidad profético-cultural. De esa manera, los «hijos de los profetas» se convirtieron allí en un cuerpo de «levitas-profetas».
El nebiismo fue un movimiento fuerte mientras se manifestó en una cultura nacionalista religiosa en auge, pero degeneró al asimilarse el profetismo a los profetas reales o gracias a las influencias de los cultos cananeos, donde eran mucho más frecuentes los éxtasis violentos y exagerados y a las interpretaciones de sueños, normalmente rechazados por la religiosidad judía.
A esto se unió la desaparición de los maestros carismáticos del nebiismo, siendo Eliseo el último conocido. Es decir, se convirtieron en herramientas del poder y funcionarios de la corte, contra la que, en principio, se crearon. Olvidaron su mensaje y dejaron de ser portavoces de Yahvé, por lo que fueron merecedores de castigo según los profetas posteriores.
No es suficiente, para muchos autores, una «bancarrota económica» para explicarse la ruptura de estos hombres con una sociedad burguesa y campesina.
Casi doscientos años después de nuestro ciclo, Jeremías se revolvió violentamente contra la presunta familiaridad de los nebî'îm con el mensaje divino, frecuentemente explotado para fines propios. La institucionalización del gremio profético relegó a un segundo plano la búsqueda de la voluntad de Dios para ponerse al servicio de la voluntad del poder nacional de la monarquía. Ser profeta es un título profesional, como muestra Amós (Am 7, 14).
Aunque estos grupos fueron muy criticados, como «falsos profetas», por los grandes profetas del siglo VIII a. C., fueron la base sobre la que se asentó la independencia social, cultural y política de los que después hablaron a Israel en nombre de Yahvé.